# Elisa Uga
Elisa Uga (Vercelli, 27 febbraio 1968) è un'ex schermitrice italiana, specializzata nella spada. Ha vinto una medaglia d'argento nella scherma ai Giochi olimpici.

## Palmarès

### Risultati élite
In carriera ha ottenuto i seguenti risultati:
Giochi olimpici
Individuale
A squadre
- Argento nella spada ad Atlanta 1996[1].

Mondiali
Individuale
A squadre
- Argento nella spada a Denver 1989
- Bronzo nella spada a Lione 1990
- Bronzo nella spada a L'Avana 1992
- Bronzo nella spada a Nîmes 2001

Criterium mondiale
Individuale
A squadre
- Bronzo nella spada a Orleans 1988

Giochi mondiali militari
Individuale
A squadre
- Argento nella spada a Catania 2003

Europei
Individuale
- Oro nella spada a Plovdiv 1998
- Argento nella spada a Bolzano 1999
- Bronzo nella spada a Linz 1993

A squadre
- Oro nella spada a Bolzano 1999

Coppa del Mondo
Individuale
- nella classifica generale della spada 1989-90

A squadre
Campionati italiani
Individuale
- Oro nella spada nel 1988
- Oro nella spada nel 1989
- Oro nella spada nel 1990
- Oro nella spada nel 1992
- Oro nella spada nel 1994
- Oro nella spada a Prato 1995
- Oro nella spada a Bari 1998
- Oro nella spada a Roma 2003

A squadre
- Oro nella spada a Conegliano Veneto 2002